# 紀元前826年
紀元前826年（きげんぜん826ねん）は、西暦による年。

## 他の紀年法
- 干支 : 乙亥
- 中国
  - 周 - 宣王2年
  - 魯 - 真公30年
  - 斉 - 武公25年
  - 晋 - 釐侯15年
  - 秦 - 秦仲19年
  - 楚 - 熊相2年
  - 宋 - 恵公5年
  - 衛 - 釐侯29年
  - 陳 - 釐公6年
  - 蔡 - 夷侯12年
  - 曹 - 幽伯9年
  - 燕 - 釐侯元年
- 朝鮮
  - 檀紀1508年
- ユダヤ暦 : 2935年 - 2936年
- アッシリア暦 : 3925年
- 人類紀元 : 9175年

## 死去
- 魯の真公